# 信夫山トンネル
信夫山トンネル（しのぶやまトンネル）は、福島県福島市の信夫山を南北に貫く、国道13号、および同名の東北新幹線のトンネルである。

## 国道13号
福島と米沢を結ぶ万世大路改修に向けた調査が1957年(昭和32年)より行われ、その一部として信夫山(標高275 m)の南北をトンネルで繋ぐ信夫山バイパスが計画された。信夫山トンネルと名付けられた長さ700 mのトンネルは、それまで山を迂回していた福島市の中心街と御山地区など北部を繋ぐ有力な交通路である。福島市森合町から飯坂町平野まで5.7 kmのバイパスは、1964年(昭和39年)12月着工、下り2車線用トンネル完成時点の1970年(昭和45年)4月8日に国道13号として暫定2車線での供用が始められた。1975年(昭和50年)3月29日、上り2車線用第2トンネルの完成により、上下計4車線開通となった。歩道用トンネルは1973年(昭和48年)に西側が、1992年(平成4年)に東側が完成した。2002年(平成14年)12月には歩道用トンネル及び周辺での防犯対策強化のため、監視カメラ設置や照明改善、非常用押しボタン増設が行われた。

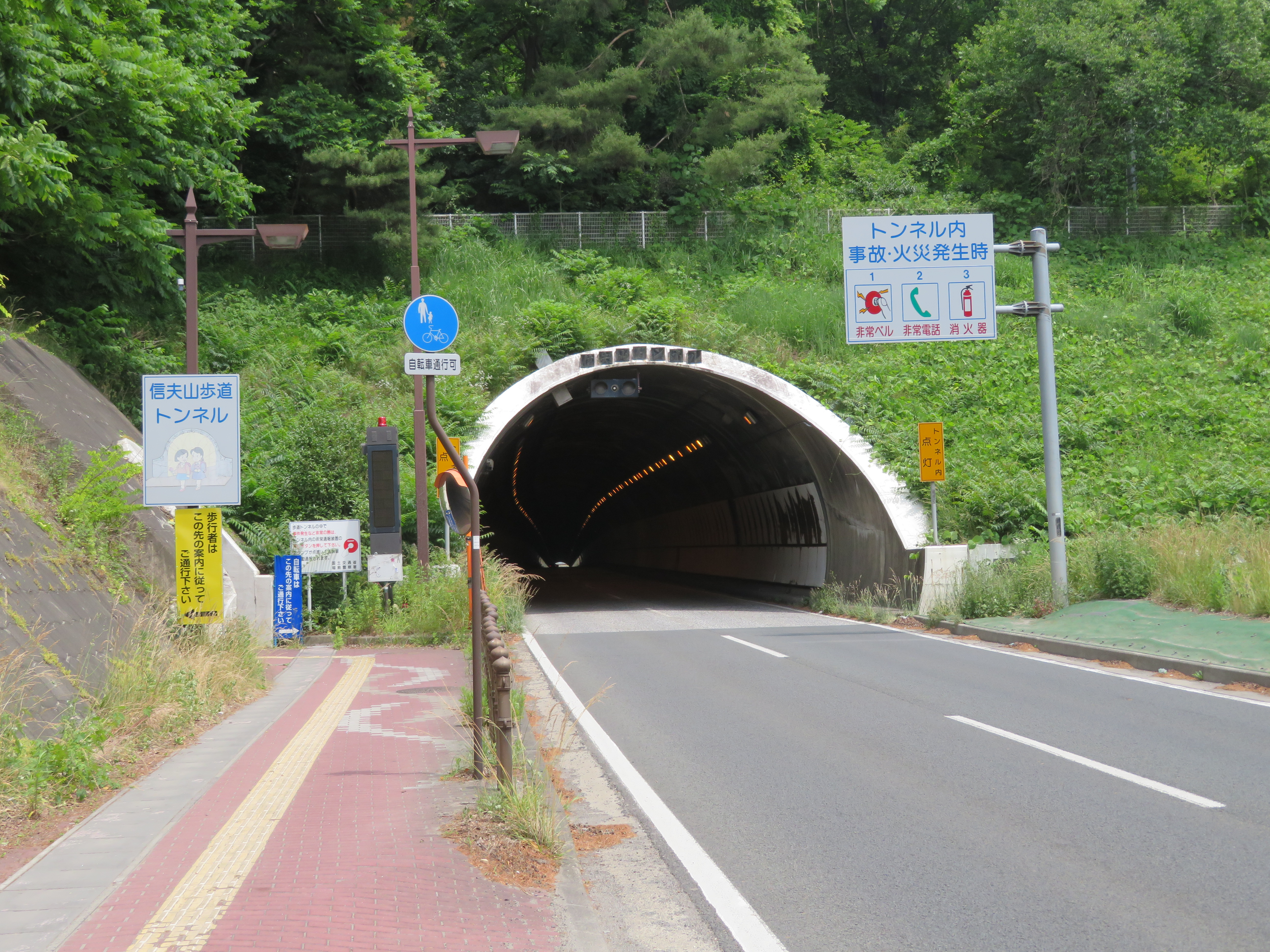
信夫山トンネル(米沢方面)
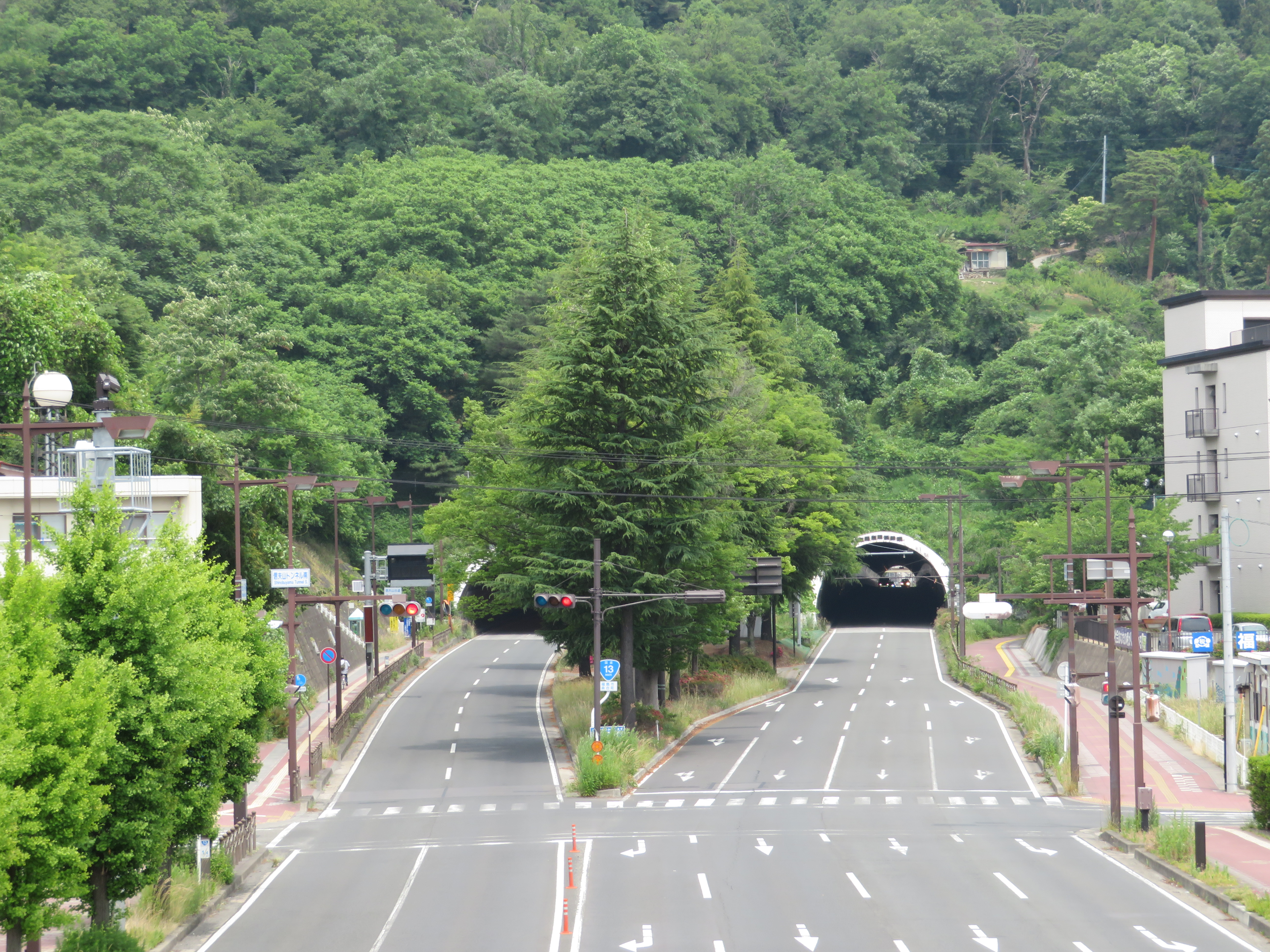
信夫山トンネル南交差点付近(左側が米沢方面、右側が福島市街方面)
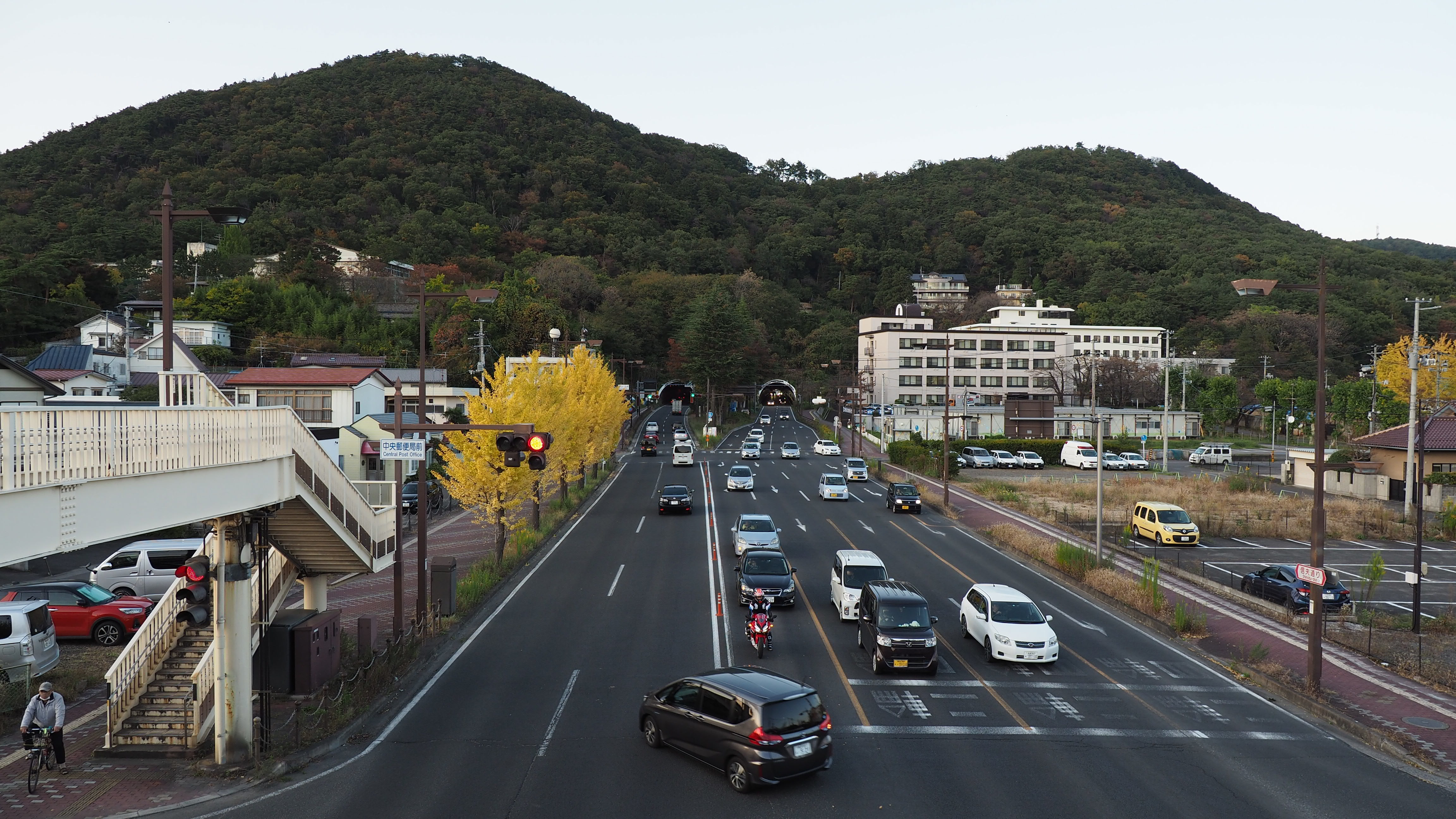
信夫山と信夫山トンネル(2020年10月撮影)

### 隣
（福島方面） なし - 信夫山トンネル - 高平トンネル （秋田方面）

## 東北新幹線

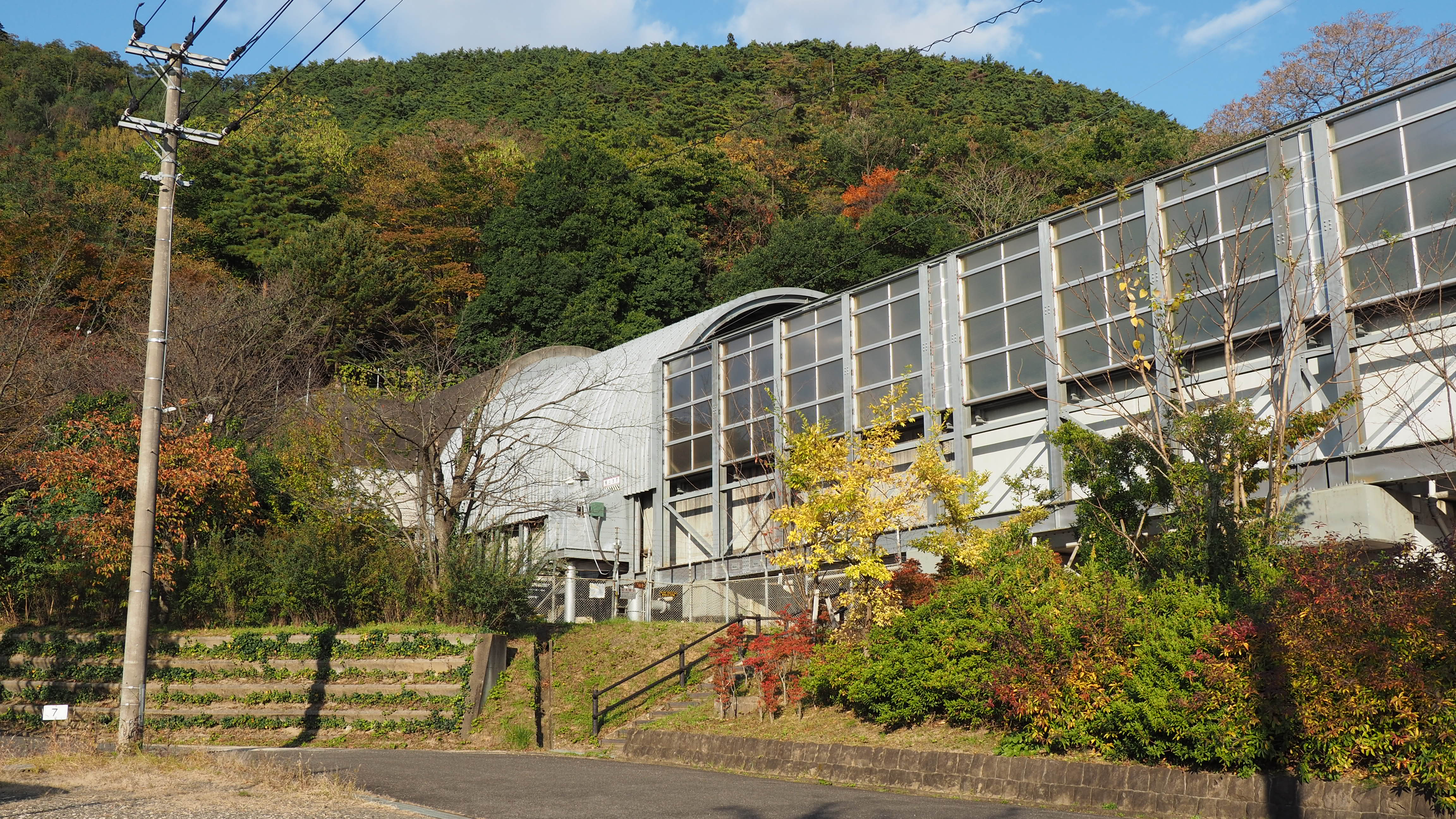
東北新幹線信夫山トンネル(森合側坑口)

東北新幹線信夫山トンネルは福島駅の北にあり、南端の福島市森合割石と北端の御山遠背戸を緩やかなカーブで繋ぐ。1982年(昭和57年)に完成した。トンネル南端の上には東北新幹線建設の殉職者を供養する慰霊碑がある。国道13号のトンネルの西にあり、さらに西の東北本線・福島交通飯坂線は信夫山を迂回している。